# Personnages de Samurai champloo
Voici les principaux personnages de l'anime et manga Samurai Champloo.

## Mugen
- Nom : Mugen, ce nom peut se lire sous deux traductions : « sans illusions » ou bien « infini »
- Age : 19 ans
- Profession : vagabond, ex-pirate.
- Arme :sabre, couteau(caché dans son fourreau d'épée),
- Style de combat : un mélange de styles, qui incorpore même du break dancing des années 1980 et de la Capoeira. Il le nomme, « Kendo Champuru »
- Citation : « Tu croyais que j'allais crever sans t'avoir tué ? »

Mugen est né dans les îles Ryukyu auquel appartient l'archipel d'Okinawa. À l'époque d'Edo, elles ne faisaient pas partie du Japon mais étaient un état ayant des liens étroits avec Satsuma, une région du Japon. Mugen se décida à fuir cette région et devint pirate avec quelques autres habitants de l'île. Il manqua de se faire tuer plusieurs fois mais parvint finalement à rejoindre le Japon.
Il devint vagabond, voleur à ses heures perdues et ayant pour habitude de défier toutes les personnes qu'il croise. Son style de combat atypique se base presque sur le même principe que le poing ivre, un style de kung-fu aux mouvements désordonnés. Il apprend également à se servir partiellement du Hakkei, une autre technique chinoise (cf. épisode 10), pour pouvoir rivaliser avec Shouryuu.
Bien que Mugen soit un personnage grossier, vulgaire, susceptible, bouffon et difficile à cerner, sa bonté d'âme le pousse à se lier avec Jin et Fuu qu'il protège au fil des mois qu'ils passeront ensemble. Il est passionné dans ce qu'il fait et a généralement une attitude très têtue et opiniâtre.

## Jin
- Nom : Jin, cela signifie bienveillance, l'une des sept vertus du samouraï
- Age : 20 ans
- Profession : rônin
- Armes : katana, wakizashi
- Style de combat : il utilise le kenjutsu de l'école Mujushin.
- Citation : "Si tu donnes un poisson à quelqu'un, il mangera un jour ; si tu lui apprend à pêcher, il mangera toujours."

Jin vient d'une famille noble et a passé la majeure partie de sa vie dans des dojos à s'entraîner. Ayant perdu ses parents lorsqu'il était très jeune, il n'avait qu'une seule motivation : s’entraîner encore et encore. Il n'a jamais eu de véritable ami car les autres élèves du dojo le craignaient ou l'enviaient. Il a un caractère et un style de combat à l'opposé de son compagnon de voyage, Mugen. Il est réputé calme et équanime. Mais derrière ce tempérament se révèle un sabreur hors pair, qui n'a jamais perdu un combat. Jin est l'image même du Samouraï, calme, réfléchi, et redoutable. À la différence de Mugen, il a appris le Bushido auprès d'un maître, ce qui lui confère un style très académique mais tout aussi efficace. Comme tout bon samouraï il est très attaché à ses sabres. Mugen le surnomme John Lennon à cause de ses lunettes. Il va tomber amoureux d'une prostituée, nommée Shino, qui a été vendue par son mari à un bordel pour payer ses dettes de jeu.

## Fuu
- Nom : Kasumi Fuu
- Age : 15 ans
- Profession : serveuse
- Armes : tanto
- phrase fétiche : "maman je rêve !?"

Fuu est une jeune adolescente orpheline recueillie par son oncle et sa tante et travaillant pour eux. C'est par hasard qu'elle rencontre Jin et Mugen, qui, après l'avoir sauvée de mauvais clients du restaurant de son oncle, finissent par être la cause de la destruction de ce même restaurant. N'ayant plus rien, elle se décide à retrouver le Samourai qui sent le Tournesol, un mystérieux homme dont elle parle très peu.
Fuu a un caractère affirmé, elle est bavarde et espiègle, et aime manger aux frais des autres. Accompagnée de son animal de compagnie, Momo, elle se retrouve toujours dans des situations délicates, mais ses deux gardes du corps veillent.
Fuu est une jeune fille sensible, qui fait preuve d'humanité et d'un sens du devoir. Pleine de ressources, elle finit par se lier d'amitié avec Jin et Mugen qu'elle prenait pour des têtes de mules.

## Kariya Kagetoki
- Nom : Kariya Kagetoki, alias « La Main De dieu »
- Age : environ 40 ans
- Profession : samouraï et tueur du Bakufu
- Armes : katana, wakizashi
- Style de combat : non spécifié
- Citation : "Je suis venu de loin. Ne me decevez pas."

Kariya Kagetoki est le plus redoutable bretteur du Bakufu et c'est lui qui fut chargé de tuer Kasumi Seizou, le père de Fuu, alors instigateur d'une révolte. En fait, Kariya va envoyer nombre d'assassins pour éliminer Seizou mais va finalement faire suivre Fuu, Jin et Mugen pour le retrouver plus facilement. Alors que Fuu a retrouvé la trace de son père, Kariya intercepte Jin et Mugen et engage un combat quasi-gagné d'avance tant sa force semble sans commune mesure avec celle des héros. Il tuera un Seizou mourant et tentera d'en finir également avec Fuu, néanmoins Jin s'interpose et parvient in-extremis à le tuer.
Si Kariya est focalisé sur Jin, c'est parce qu'il avait demandé à Mariya Enshirou, le maître de Jin, de lui céder son école. Mariya et Jin se battirent sur ordre de Kariya. En tuant son maitre, Jin a pris la tète du Mujushin dont il était l'héritier désigné. Ainsi, c'est presque pour récupérer ce qu'il convoitait qu'il se bat contre Jin.
Kariya est le bretteur le plus redoutable de Samuraï Champloo. Sa maîtrise du sabre est telle que Mugen et Jin ne parviendront pas à lui infliger la moindre blessure lors de leur premier affrontement. Jin devra se laisser transpercer pour pouvoir riposter et le toucher. Tout comme Shouryuu (cf. épisode 10) il est capable d'utiliser le Chi. Il se sert de ce talent pour repousser ses ennemis au loin ou pour brouiller leur vue (par moments, son sabre semble disparaitre). Cette utilisation du Chi est donc très différente de celle de Shouryuu.
Bien qu'on ne le voit qu'à la fin, l'influence de Kariya et ses assassins est remarquable dans plusieurs épisodes antérieurs (cf. épisode 20, le personnage de Sara est envoyé par ce même Kariya). C'est donc un peu le grand méchant de la série, bien qu'on ne le voit que sur trois épisodes.
On remarquera que seul Jin le combat (si l'on met en exergue l'expéditif combat contre Mugen, qui est plus une démonstration de puissance qu'autre chose). Ceci est sans doute dû au fait que Jin n'a presque pas l'occasion d'affronter de bons combattants. Avec ce duel, il justifie donc sa force puisque Kariya s'estime seulement très légèrement supérieur à lui.

## L'Homme qui sent le Tournesol
- Nom : Kasumi Seizou
- Age : environ 50 ans
- Profession : rōnin
- Armes : probablement katana et wakizashi
- Style de combat : non spécifié
- Citation : « Je n'ai pas le droit de demander pardon »

L'objectif de Fuu, Mugen et Jin est de trouver ce mystérieux samurai. Tout au long de la série on en apprendra donc un peu plus au fur et à mesure sur lui.
En fait, ce samurai est le père de Fuu. Il a abandonné sa femme et sa fille lors d'importantes guerres anti-chrétiennes contre lesquelles il était farouchement opposé. Pour avoir aidé des chrétiens, le Bakufu le traqua donc partout dans le pays. Fuu, elle, le recherche pour retrouver son père (sa mère est morte de maladie à ce moment-là), mais également pour le punir de les avoir abandonnées toutes les deux.
Lorsque Fuu le retrouve, il est presque mort de maladie, après de sincères regrets, Fuu se réconcilie avec lui. Néanmoins Kariya Kagetoki, qui a suivi Fuu, arrive à son tour et le tue.
Il est amusant de remarquer que Fuu pense qu'il sent le tournesol uniquement parce que la seule image qu'elle garde de lui est celle d'un samouraï dans un champ de tournesol. En fait, le tournesol n'a pas beaucoup d'odeur, ce qui explique parfois la perplexité de Jin quant au succès de leur entreprise.